# 싼먼샤 댐

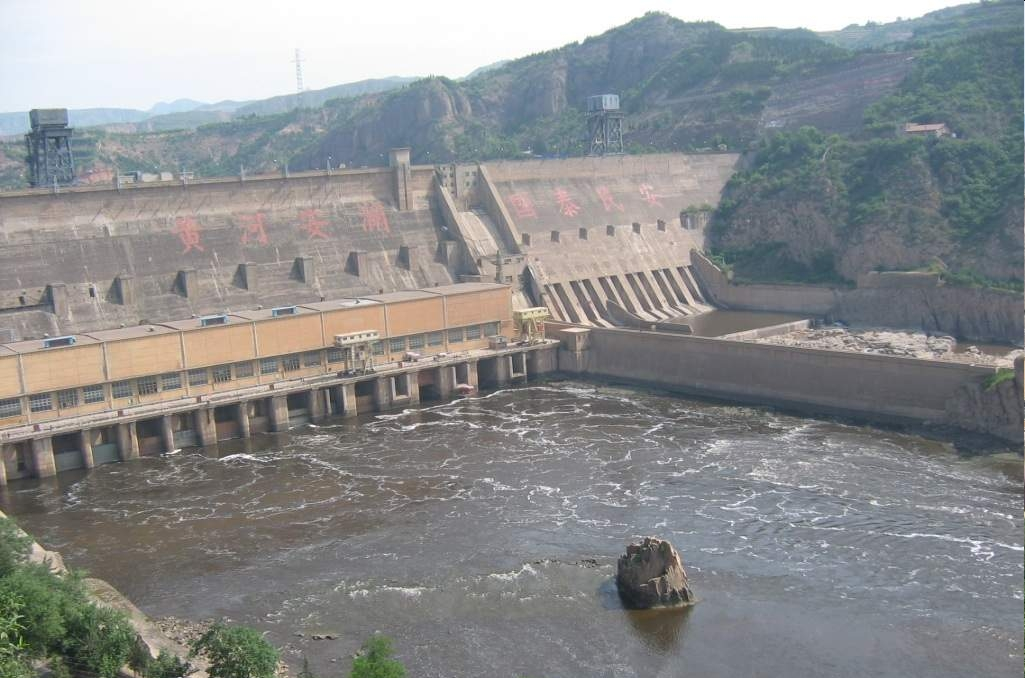
싼먼샤 댐

싼먼샤 댐(한국어: 삼문협 댐,중국어 간체자: 三门峡大坝, 정체자: 三門峽大壩, 병음: Sānménxiá Dàbà,영어: Sanmenxia Dam)은 중화인민공화국 허난성 싼먼샤 시에 있는 콘크리트 중력댐이다. 산시성과 허난성에 걸쳐 있는 황하 중류에 있다. 1957년에 건설이 시작되어 1960년에 준공됐다.